# Брюнс, Томас
То́мас Брюнс (нидерл. Thomas Bruns; род. 7 января 1992 года, Вирден, Нидерланды) — нидерландский футболист, полузащитник клуба «Хераклес».

## Клубная карьера
Брюнс — воспитанник клуба «Твенте», в академию которого поступил в 2003 году. В январе 2011 года Томас подписал свой первый профессиональный контракт на два с половиной года с клубом «Хераклес». 9 апреля 2011 года в матче против «Виллем II» он дебютировал в Эредивизи. 28 апреля 2012 года в поединке против «Херенвена» Томас забил свой первый гол за «Хераклес». С сезона 2014/15 Брюнс стал одним из ключевых игроков «Хераклеса», а в сезоне 2016/17 был назначен капитаном команды.
В апреле 2017 года Брюнс, чей контракт с «Хераклесом» истекал летом, на правах свободного агента перешёл в «Витесс», заключив с клубом соглашение на четыре года. Его дебют в новом клубе состоялся 5 августа в матче за Суперкубок Нидерландов с «Фейеноордом», в котором «Витесс» уступил в серии пенальти. 12 августа в матче первого тура чемпионата Нидерландов против НАК Бреда Брюнс забил свой первый гол за «Витесс». 19 октября в матче Лиги Европы против бельгийского «Зюлте-Варегем» он отметился забитым мячом.
В январе 2019 года Брюнс перешёл в «Гронинген» на правах аренды до конца сезона 2018/19. В составе «Гронингена» Томас дебютировал 19 января в матче против своего бывшего клуба «Хераклес». В этой игре он отличился двумя забитыми голами.

## Достижения
«Хераклес»
- Победитель Первого дивизиона Нидерландов: 2022/23[нидерл.]